# Costus productus
Costus productus es una especie de planta tropical rizomatosa nativa de Colombia y Perú.
Costus productus es más común en el comercio de plantas ornamentales, pero a menudo se etiqueta incorrectamente como Costus curvibracteatus.